# Dismorphia eunoe popoluca
Dismorphia eunoe popoluca es una subespecie de mariposa perteneciente a la familia Pieridae.

## Descripción
Los machos presentan una envergadura alar de 64 mm (60 a 68 mm).  El margen costal de las alas anteriores es cóncavo, ápice redondo, margen externo curvo y margen anal cóncavo o convexo. El fondo de la alas anteriores dorsalmente es de color negro, con manchas subapicales de color blanco (más grandes en esta subespecie, comparadas con la subespecie nominal D. eunoe eunoe y D. eunoe clamula). Presenta una banda amplia de color blanco en la región postmedia o postdiscal. (Más amplia en esta subespecie que en la subespecie nominal D. eunoe eunoe). Presenta una mancha postdiscal de color blanco con jaspeado de color amarillo cerca del margen anal entre las venas Cu2, al margen anal.  Las posteriores el margen costal es cóncavo, ápice casi picudo y margen anal redondo. Desde la región basal a cerca del ápice a la altura de la célula discal es de color blanco o plateado. En su parte más hacia margen anal el ala es de color café con una banda de color amarillo tornándose difusa hacia el borde anal o interno cerca de la región basal. Cabeza, tórax y abdomen son de color café.  Ventralmente el patrón de manchas es parecido, sin embargo es difuso y moteado blanco ligeramente. Las hembras son diferentes al macho,  margen costal es cóncavo o convexo; el  ápice es casi curvo, casi puntiagudo en vena R5. Margen distal o externo es curvo. El margen interno o anal es curvo.  El color de fondo de las alas anteriores es de color café. Tiene tres manchas amarillas apicales y de 4 a 5 manchas más grandes supapicales del mismo color amarillo, la que está más cercana al margen externo es muy chica.  Y otro patrón de manchas del mismo color amarillo en la región postdiscal y otra dentro de la célula discal en su parte más apical y una rectangular entre las venas Cu1 y Cu2. Dentro de la cédula discal a lo largo en su parte más interna presenta una franja anaranjada. También presenta una banda de color anaranjado cerca del ángulo interno por la vena Cu2 y desde la región postbasal hasta la región postdiscal. Ventralmente mismo patrón de manchas sin embargo, el fondo es de color anaranjado, con unas pocas motas blancas muy levemente presentes.

## Distribución
Se distribuye solo en Veracruz (México).

## Ambiente
Es un piérido muy poco común, áreas muy especiales de distribución restringida con ambientes con motorral montaño (Montane thicket ), con asociación de Pdocarpus-Thouinidium, que se presenta desde los 1350 a los 1600 m s. n. m. en los volcanes de San Martín Tuxtla y Santa Marta. y “Elfin Woodland” con asociación de Quercus-Clusia. Podocarpus que se encuentra en el piso altitudinal contiguo a la anterior asociación D. eunoe popoluca es característica de las cimas de la Sierra de los Tuxtlas.

## Estado de conservación
No esta enlistada en la NOM-059, ni tampoco evaluada por la UICN. Sin embargo, es una especie poco abundante.